# Marius Beets
Marius Beets (* 26. Juni 1966 in Voorschoten) ist ein niederländischer Jazzmusiker (Kontrabass).

## Leben und Wirken
Beets stammt aus einer musikalischen Familie; seine Brüder Alexander und Peter Beets wurden ebenfalls Jazzmusiker. Im Alter von sieben Jahren begann er mit klassischem Klavierunterricht, der ihn aber nicht ansprach. Später brachte er sich als Autodidakt selbst das Gitarrenspiel bei und spielte zunächst als E-Bassist in verschiedenen lokalen Pop- und Rockbands. Zu Hause, wo sein Vater eine Sammlung mit Jazzplatten hatte, kam er wie auch seine Brüder mit Jazzmusik in Berührung. Im Alter von zwanzig Jahren kaufte er, angespornt von seinem Bruder Peter, seinen ersten Kontrabass. Zwei Jahre später legte er die Aufnahmeprüfung am Königlichen Konservatorium Den Haag ab; nach sechs Jahren absolvierte er sein Studium „mit Auszeichnung“.
Beets spielte ab 1988 mit seinen Brüdern als The Beets Brothers, mit einem Debütalbum 1990, dem bis 1999 weitere Alben folgten. 1990 wurde er zudem der neue Bassist des zunächst dem Hard Bop verpflichteten, 1987 entstandenen Sextetts The Houdini’s. Weiterhin wurde er Mitglied des Quintetts von Jarmo Hoogendijk und Ben van den Dungen, aber auch der Band von Mark Alban Lotz. Mit diesen Gruppen trat er in den zentralen Spielstätten der Niederlande auf und tourte in Mitteleuropa, Nordamerika, Australien, Thailand und Russland.
Ab 1994 gehörte Beets zudem zu Five Up High um Benjamin Herman und Jasper Blom. 1999 wurde er als Nachfolger von Koos Serierse Mitglied im Trio von Rein de Graaff, mit dem er Europatourneen mit Johnny Griffin, James Moody, Bud Shank, Gary Bartz, Sonny Fortune, Lee Konitz und Ronnie Cuber unternahm. Gemeinsam mit Eric Ineke arbeitete er mit Dave Liebman im Trio.
Beets trat auch mit dem Metropole Orkest, der Amsterdam Sinfonietta, dem Schoenberg Ensemble, den Skymasters und dem Jazzorchester des Concertgebouw auf. Er nahm weiterhin mit Herb Geller, Jeff Hamilton, Deborah Brown, Rita Reys, Trijntje Oosterhuis, Houston Person, Fay Claassen und Sanna van Vliet auf und arbeitete auch mit Piet Noordijk.
Zudem lehrte Beets ab 1999 als Hauptfachstudienlehrer am Rotterdams Conservatorium. Seit 2012 repräsentierte er die ausführenden Musiker im Stiftungsrat der niederländischen Verwertungsgesellschaft Stichting ter Exploitatie van Naburige Rechten. Gemeinsam mit seinem Bruder Alexander betrieb er das Label Maxanter Records. 2006 wurde er mit dem Laren Jazz Award ausgezeichnet.

## Diskographische Hinweise
- Beets Brothers: Brotherwise: New Dimension of the Beets Brothers (Munich Records 1995)
- The Houdini’s Stripped to the Bone (Challenge 1999, mit Angelo Verploegen, Boris Vanderlek, Bram Wijland, Erwin Hoorweg, Rolf Delfos)
- Marius Beets and the Powerhouse Big Band Vol. 1 (Maxtander 2005)
- David Liebman, Eric Ineke, Marius Beets Lieb Plays Wilder (Daybreak 2005)
- This Is Your Captain Speaking (Maxtander 2018, mit Eric Alexander, Peter Beets, Joe Cohn, Willie Jones III)